# Princ Filip, vojvoda Edinburški
Princ Filip, vojvoda Edinburški (Philip Mountbatten, rojen kot princ Filip Grški in Danski), mož britanske kraljice Elizabete II., * 10. junij 1921, Mon Repos, Krf, Kraljevina Grčija, † 9. april 2021, grad Windsor, Združeno kraljestvo (Velika Britanija/Anglija)
Kot član rodbine Schleswig-Holstein-Sonderburg-Glücksburg se je rodil v grško in dansko kraljevo družino. Rodil se je v Grčiji, vendar je bila njegova družina izgnana iz države, ko je bil še otrok. Izobraževal se je v Franciji, Nemčiji in Združenem kraljestvu, kjer se je 18-leten pridružil kraljevi mornarici leta 1939. Julija 1939 si je začel dopisovati s 13-letno britansko princeso Elizabeto, ki je bila njegova daljna sorodnica po kraljici Viktoriji in po danskem kralju Kristjanu IX. in ki jo je spoznal že leta 1934. Med drugo svetovno vojno je služil v sredozemski in pacifiški floti.
Po vojni je Filip dobil dovoljenje kralja Jurija VI., da se poroči z Elizabeto. Pred uradno napovedjo zaroke se je odpovedal svojim grškim in danskim kraljevskim naslovom in postal naturaliziran Britanec. Po materinih starih starših je prevzel priimek Mountbatten. Pet mesecev po zaroki sta se 20. novembra 1947 poročila. Tik pred poroko je kot prvi dobil naziv vojvoda Edinburški. Ko je Elizabeta leta 1952 postala britanska kraljica, je zapustil aktivno vojaško službo. Formalno je postal britanski princ leta 1957.
V zakonu so se jima rodili štirje otroci: kralj Karel III., princesa Anne, princ Andrew in princ Edward. Imela sta osem vnukov in pet pravnukov. Potomci, ki nimajo kraljevskih naslovov, lahko po zakonu iz leta 1960 uporabljajo priimek Mountbatten-Windsor. Uporabljajo ga tudi nekateri člani kraljeve družine, ki imajo kraljevske naslove, med njimi tudi Karel in Anne.
Filip je bil velik športni navdušenec in obenem pokrovitelj, predsednik ali član več kot 780-ih organizacij. Pod njegovim pokroviteljstvom se je izvajal tudi Nagradni program vojvode Edinburškega (Duke of Edinburgh's Award) za mlade med 14. in 24. letom starosti. Postal je najstarejši moški član britanske kraljeve družine vseh časov. 2. avgusta 2017 se je uradno upokojil, star 96 let, potem ko je od leta 1952 opravil 22.219 samostojnih javnih obveznosti.

## Zgodnje življenje
Princ Filip Grški in Danski se je rodil v vili Mon Repos na grškem otoku Krfu 10. junija 1921 kot edini sin in zadnji, peti otrok princa Andrewa Grškega in Danskega in princese Alice Battenberške. Imel je štiri starejše sestre: Margarito, Theodoro, Cecilio in Sophie. Krščen je bil v grški pravoslavni cerkvi. Njegova babica po očetovi strani je bila grška kraljica Olga.
Kmalu po Filipovem rojstvu je v Londonu umrl njegov dedek po materini strani, princ Louis Battenberški, ki je živel v Združenem kraljestvu kot Louis Mountbatten, markiz Milford Havena. Bil je naturaliziran britanski državljan, ki se je po karieri v kraljevi mornarici odrekel svojim nemškim naslovom in med prvo svetovno vojno privzel priimek Mountbatten. Po obisku v Londonu sta se Filip in njegova mati vrnila v Grčijo, kjer je princ Andrew postal vodja vojske, ki se je borila v grško-turški vojni med letoma 1919 in 1922.
Vojna se je za Grčijo začela slabo, Turki so hitro napredovali. 22. septembra 1922 se je bil Filipov stric, kralj Konstantin I., prisiljen odpovedati prestolu. Nova vojaška vlada je priprla princa Andrewa in druge. Poveljnik vojske general Georgios Hatzianestis in pet visokih politikov je bilo usmrčenih. Ogroženo je bilo tudi življenje princa Andrewa, princeso Alice so imeli pod stalnim nadzorom. Decembra je revolucionarno sodišče princa Andrewa in njegovo družino obsodilo na dosmrtno izgnanstvo. Britanska mornariška ladja HMS Calypso je evakuirala družino. Odšli so v Francijo, kjer so se naselili v pariškem predmestju Saint Cloud v hiši, ki jim jo je kupila bogata teta. Ker je Filip zapustil Grčijo kot otrok, se ni nikoli naučil veliko grščine, ampak je razumel le določeno količino.

## Mladost

### Izobrazba
Filip se je najprej šolal na ameriški šoli v Parizu, ki jo je vodil Donald MacJannet, ki ga je opisal kot pametnega, vendar neverjetno vljudnega fanta. Leta 1928 so ga poslali v Združeno kraljestvo na šolo Cheam School. Živel je pri babici po mamini strani Victorii Mountbatten in stricu Georgu Mountbattnu, markizu Milford Havena, v Lynden Manorju v Brayu v Berkshiru. V naslednjih treh letih so se njegove štiri sestre poročile z nemškimi plemiči in se preselile v Nemčijo, materi so diagnosticirali shizofrenijo in jo preselili v posebno ustanovo, oče pa se je preselil v stanovanje v Monte Carlo. Do konca otroštva Filip ni imel stikov z materjo. Leta 1933 so ga poslali v Nemčijo v šolo Schule Schloss Salem, ki je bila v lasti družine njegovega svaka Bertholda. Zaradi vzpona nacizma v Nemčiji je moral ustanovitelj šole Kurt Hahn, ki je bil Jud, pobegniti. Zbežal je na Škotsko, kjer je ustanovil šolo Gordonstoun. Po dveh semestrih se je Filip prepisal na to šolo. Leta 1937 so v letalski nesreči pri Ostendu umrli njegova sestra Cecilie, njen mož Georg Donatus, njuna mlada sinova in njena tašča. Šestnajstletni Filip se je udeležil njihovega pogreba v Darmstadtu. Naslednje leto je zaradi raka kostnega mozga umrl tudi njegov stric in skrbnik George Mountbatten.

### Pomorska in vojaška služba
Leta 1939 je zapustil Gordonstoun in se pridružil kraljevi mornarici. Naslednje leto je diplomiral na Royal Naval College v Dartmouthu kot najboljši kadet v svojem razredu. Med drugo svetovno vojno je služil v britanskih silah, medtem ko sta se dva njegova svaka, Christopher in Berhold, borila na nasprotni nemški strani. Filip je štiri mesece preživel na bojni ladji HMS Ramillies v Indijskem oceanu, kjer je ščitil avstralske ekspedicijske sile. Kratek čas je preživel tudi na bojnih ladjah HMS Kent in HMS Shropshire ter tudi na otoku Ceylon, današnji Šrilanki. Po napadu Italije na Grčijo oktobra 1940 so ga poslali na bojno ladjo HMS Valiant v Sredozemlje.
Med drugim je bil Filip udeležen tudi v bitki za Kreto in v bitki za Cape Matapan, kjer je nadzoroval reflektorske svetlobne vire na bojni ladji. Nagrajen je bil z grškim vojnim križcem Valorja. Nekaj časa je na ladji RMS Empress iz Rusije skrbel za kotle. V Portsmouthu je opravil nekaj tečajev, kjer je dobil najvišjo oceno v štirih od petih delov kvalifikacijskega izpita, s čimer je postal podpolkovnik. Julija 1942 je bil imenovan za vodjo razstreljevalcev razredov V in W, obenem pa tudi za vodjo flotilje HMS Wallace, ki je delovala na vzhodni obali Velike Britanije, prisotna pa je bila tudi v zavezniškem napadu na Sicilijo.
16. julija 1942 je postal poročnik, oktobra istega leta pa prvi poročnik na ladji HMS Wallace. Pri 21-ih letih je postal eden najmlajših prvih poročnikov v kraljevi mornarici. Med invazijo na Sicilijo julija 1943 je rešil svojo ladjo pred nočnim napadom bobnikov. Zasnoval je načrt, kjer so uporabili splave z dimom, ki je uspešno zamotil napadalce, njim pa omogočil neopažen prehod. Leta 1944 je bil premeščen na ladjo HMS Whelp. V času podpisa japonske predaje je bil prisoten v Tokijskem zalivu. Januarja 1946 se je vrnil v Združeno kraljestvo in postal inštruktor na ladji HMS Royal Arthur.

## Poroka
Leta 1939 sta kralj Jurij VI. in kraljica Elizabeta obiskala Royal Naval College v Dartmouthu. Med obiskom je Filip dobil nalogo, da je spremljal kraljevi hčerki Elizabeto in Margaret, ki sta bili njegovi daljni sestrični po kraljici Viktoriji in po danskem kralju Kristjanu IX. Trinajstletna Elizabeta se je zaljubila v Filipa in začela sta si pisati pisma. Konec poletja 1946 je Filip zaprosil kralja za hčerino roko. Kralj je dovolil poroko, vendar pod pogojem, da do uradne zaroke ne pride pred Elizabetinim 21. rojstnim dnem. Do marca 1947 se je Filip odpovedal svojim grškim in danskim kraljevskim naslovom, privzel je priimek Mountbatten po materinih prednikih in postal naturaliziran britanski državljan. Zaroka je bila uradno objavljena 10. julija 1947. Čeprav se je Filip vedno opredeljeval kot anglikanec in se udeleževal s sošolci v Angliji anglikanskih obredov, je bil krščen v grški pravoslavni cerkvi. Nadškof Canterburyja Geoffrey Fisher ga je želel uradno sprejeti v angleško cerkev, kar so opravili oktobra 1947. Dan pred poroko mu je kralj Jurij VI. podelil naslov kraljevega veličanstva in na jutro poroke 20. novembra 1947 je Filip postal vojvoda Edinburga, grof Merionetha in baron Greenwicha.
Filip in Elizabeta sta se poročila na slovensnosti v Westminster Abbeyju, ki jo je posnel in oddajal radio BBC, spremljalo pa jo je 200 milijonov ljudi po vsem svetu. Njun zakon je najdaljši izmed vseh britanskih kraljevih parov. V povojni Veliki Britaniji ni bilo sprejemljivo, da bi se poroke udeležil kdo izmed nemških sorodnikov vojvode Edinburškega, vključno z njegovimi tremi še živečimi sestrami, ki so se poročile z nemškimi knezi z nacističnimi povezavami. Po poroki sta se vojvoda in vojvodinja Edinburga nastanila v rezidenci Clarence House. Tu sta se rodila prva dva otroka: leta 1948 princ Charles in leta 1950 princesa Anne.
Po medenih tednih se je Filip vrnil v mornarico, najprej v pisarno, nato pa so ga poslali v Greenwich. Od leta 1949 je bil nekaj časa nameščen na Malti, kjer je bival v vili Guardamangii. Imenovan je bil za poročnika bojne ladje HMS Chequers, glavne ladje v mediteranski flotilji. 16. julija 1950 je postal poveljnik na ladji HMS Magpie. Leta 1952 je napredoval v glavnega poveljnika, vendar je že leto pred tem zaključil aktivno pomorsko kariero.
Kralj Jurij VI. je leta 1951 zbolel, zato sta Elizabeta in Filip odpotovala namesto njega v Kanado. Konec januarja 1952 sta odpotovala na turnejo po državah Commonwealtha. 6. februarja 1952 sta med obiskom Kenije izvedela, da je kralj umrl, s čimer je Elizabeta postala kraljica. Ob prejemu novice sta takoj prekinila obisk in odpotovala domov.

## Kraljičin mož

### Vladarska hiša
Ko je Elizabeta zasedla prestol, se je pojavilo vprašanje imena vladarske hiše. Filipov stric Louis Mountbatten je zagovarjal ime Mountbatten in stališče, da bi morala Elizabeta prevzeti Filipov priimek. Ko je za to slišala kraljica Marija, Elizabetina babica in žena nekdanjega kralja Jurija V. Britanskega, je o tem obvestila britanskega predsednika vlade Winstona Churchilla, ki je Elizabeti svetoval, naj izda razglas, da vladarska hiša ostane Windsor. K temu nasvetu je verjetno pripomoglo dejstvo, da je Churchill čutil močno osebno antipatijo do Lorda Mountbattna, ki ga je štel za nevarnega tekmeca, ki je kriv za izgubo Indije. Princ Filip se je zasebno pritožil: »Jaz nisem nič drugega kot krvava ameba. Sem edini človek v državi, ki mu ni dovoljeno dati svojega imena lastnim otrokom.«
8. februarja 1960, nekaj let po smrti kraljice Marije in Churchillovem odstopu, je kraljica Elizabeta izdala odredbo, v kateri je odločila, da se kot priimek njunih potomcev po moški strani, ki niso princi in princese Združenega kraljestva, uporablja Mountbatten-Windsor. Čeprav je verjetno o tej odredbi razmišljala že dlje časa, jo je izdala le enajst dni pred rojstvom princa Andrewa 19. februarja in šele po tri mesece dolgi korespondenci med ustavnim strokovnjakom Edwardom Iwijem in premierjem Haroldom Macmillanom, ki sta zagovarjala vsak svoje stališče. Iwi je zahteval takšno spremembo, saj sta prva otroka nosila materin priimek Windsor, kar je bila praksa za nezakonske otroke.
Ob nastopu vladavine je Elizabeta napovedala, da bo vojvoda Edinburški zraven nje ob vseh priložnostih in na vseh sestankih, razen če zakon ne določa drugače. To je pomenilo, da je princ Filip dobil prednost pred prestolonaslednikom, valižanskim princem, razen uradno v britanskem parlamentu. V praksi se je v parlamentu pojavil le ob kraljici na letni otvoritvi parlamenta, kjer je hodil in sedel poleg nje.
V nasprotju z različnimi govoricami v preteklosti je osebje blizu kraljici in princu povedalo, da sta imela močno zvezo skozi celoten zakon, kljub različnim kraljevim obveznostim. Kraljica Elizabeta je ob njunem diamanten jubileju (65-letnici poroke) leta 2012 povedala, da je bil Filip zmeraj njena moč in vodilo.

## Dolžnosti in mejniki
Kot kraljičin soprog je Filip podpiral Elizabeto v vseh novih dolžnostih, ki jih prinese vladarski naslov. Spremljal jo je na raznih slovesnostih, kot je vsakoletno odprtje parlamenta v različnih državah, na državnih večerjah in na potovanjih v tujini. Bil je prvi član kraljeve družine, ki je letel na helikopterju in obiskal vojaki, ki so sodelovali na slovesnosti. Nikoli ni bil kronan, je pa kleče pred ženo prisegel svojo zvestobo in podporo kraljici.
V začetku petdesetih let 20. stoletja se je njegova svakinja, Elizabetina sestra princesa Margareta, želela poročiti s starejšim ločencem Petrom Townsendom. Novinarji so obtožili Filipa, da je skušal ločiti par in preprečiti poroko, vendar je sam to zanikal. Dejal je, da se ne vmešava v ljubezenska življenja drugih ljudi. Sčasoma sta se Margareta in Townsend razšla. Med letoma 1953 in 1954 sta Filip in Elizabeta opravila šestmesečno turnejo po državah Commonwealtha. Njuna otroka sta ostala doma.
Leta 1956 je vojvoda skupaj s Kurtom Hahnom ustanovil Nagrado vojvode Edinburškega, da bi mladim dal občutek odgovornosti do sebe in domačih skupnosti. Istega leta je ustanovil študijske konference Commonwealtha. Med letoma 1956 in 1957 je Filip potoval po svetu na novi ladji HMY Britannia. V tem času je odprl poletne olimpijske igre leta 1956 v Melbournu in obiskal Antarktiko. Kraljica je z otrokoma ostala v Veliki Britaniji. Proti koncu potovanja se je v medijih znašel Filipov osebni tajnik Mike Parker, ki se je takrat ločeval. Tako kot pri Townsendu so mediji to prikazali kot škandal in sčasoma je Parker odstopil. Kasneje je povedal, da ga je vojvoda zelo podpiral in da je tudi kraljica bila zelo dobra z njim. Ločitev je sprejel z obžalovanjem, ni pa je videl kot prekršek. Elizabeta mu je izkazala javno podporo s tem, da ga je odlikovala z redom Royal Victorian Order.
Mediji so začeli poročati, da sta se kraljica in vojvoda razdvojila, kar je Filipa razjarilo, Elizabeto pa osupnilo, zato je to poročanje trdno zanikala. 22. februarja 1957 je izdala Letters Patent, s čimer je Filipu podelila naziv princa Združenega kraljestva. Istega dne so objavili, da se Filipa odslej naziva z »Njegovo kraljevsko visočanstvo princ Filip, vojvoda Edinburški.«
14. oktobra 1957 je bil imenovan za člana Queen's Privy Councila za Kanado, nekakšnih kraljičinih odposlancev za to državo, katere vladar je formalno britanski monarh. Filip je Elizabeti osebno prisegel zvestobo v njeni kanadski rezidenci Rideau Hall v Ottawi. Dve leti kasneje je Kanadskemu zdravniškemu združenju podal predlog za spodbujanje otrok k fizični aktivnosti, saj je menil, da niso dovolj telesno pripravljeni.
Leta 1969 je javno spregovoril o svojem videnju sistema, kot ga imajo republike: »To je popolna napaka, da si predstavljamo, da monarhija obstaja, ker je tako v interesu monarha. Ne. Obstaja, ker je tako v interesu ljudi. Če katerikoli narod kadarkoli odloči, da je sistem nesprejemljiv, potem je odvisno njega samega, ali ga bo spremenil.«
Filip je pokrovitelj več kot 800 organizacij, posebej pa je osredotočen na okolje, industrijo, šport in izobraževanje. 64 let, vse od leta 1947, je bil predsednik Nacionalnega združenja za parke, danes znanega pod imenom Fields in Trust. Leta 2013 je vlogo pokrovitelja prevzel njegov vnuk princ William. Med letoma 1961 in 1982 je bil predsednik Svetovnega sklada za divje živali v Združenem kraljestvu. Od leta 1981 je bil mednarodni predsednik tega sklada, od leta 1996 pa je zaslužni predsednik. Obenem je pokrovitelj Fundacije dela, bil pa je tudi predsednik Mednarodne konjeniške zveze med letoma 1964 in 1986. V preteklosti je bil tudi kancler univerz v Cambridgeu, Edinburgu, Salfordu in Walesu.
V začetku leta 1981 je Filip pisal svojemu najstarejšemu sinu Charlesu, naj se odloči, ali bo Lady Diano Spencer zaprosil za roko ali pa bosta prekinila svoje razmerje. Charles se je pod pritiskom očeta odločil in februarja je bila oznanjena zaroka. Poročila sta se šest mesecev kasneje.
Do leta 1992 je zakon valižanskega princa in princese propadel. Kraljica in Filip sta organizirala srečanje zakoncev, s katerim sta želela doseči spravo, vendar brez uspeha. Filip je napisal Diani pismo, v katerem je izrazil svoje razočaranje nad njenimi in Charlesovimi zunajzakonskimi aferami. Obenem jo je pozval, naj predstavi svoje videnje zadeve. Filip je bil direkten, Diana pa zelo občutljiva, zato je težko prenesla to pismo, vendar pa ga je obenem cenila, saj je bilo to napisano z dobrim namenom. Pozneje sta se Charles in Diana ločila.
Leto dni po ločitvi je Diana 31. avgusta 1997 umrla v prometni nesreči v Parizu. Filip je bil takrat skupaj z razširjeno kraljevo družino na počitnicah na Balmoralu. V svoji žalosti sta Dianina sinova, princa William in Harry, želela obiskati cerkev, kar sta jima stara starša tudi omogočila. Prvih pet dni po nesreči sta kraljica in vojvoda skrivala vnuka pred mediji, ki so želeli priti do njiju, da sta lahko žalovala zasebno stran od oči javnosti. Odnos kraljeve družine je povzročil javno razburjenje, vendar se je razpoloženje javnosti 5. septembra iz sovražnosti preoblikovalo v spoštovanje, ko so predvajali kraljičin govor v živo. Dianina sinova sta se obotavljala, ali bi hodila za materino krsto med pogrebno slovesnostjo. Filip je takrat Williamu rekel: »Če ne boš šel za krsto, boš pozneje obžaloval. Če bom šel jaz, boš šel z menoj?« Na dan pogreba so za krsto tako šli Filip, William, Harry, Charles in Dianin brat.
V naslednjih letih je Mohamed Fayed, oče Dodija Fayeda, ki je z Diano umrl v nesreči, trdil, da je princ Filip naročil Dianino smrt in da je nesreča tako bila načrtovana. Preiskava smrti valižanske princese je bila leta 2008 zaključena s sklepom, da ni dokazov o zaroti.
Princ Filip od leta 1990 prejema parlamentarno rento, in sicer 359 000 funtov. Ta služi za kritje uradnih stroškov pri izvajanju javnih dolžnosti. Reforma kraljevih financ v skladu z Zakonom o državnih podporah iz leta 2011 ni imela vpliva na rente. Vsak del nadomestila, ki se ne uporabi za kritje uradnih odhodkov, je obdavčen. V praksi do tega ne prihaja in se celotni dodatek uporablja za financiranje njegovih uradnih dolžnosti.

### 21. stoletje
Ob Elizabetinem vladarskem zlatem jubileju leta 2002 je predsednik spodnjega doma britanskega parlamenta v svojem govoru pohvalil princa Filipa za njegovo vlogo pri podpori kraljice med njeno vladavino. Obdobje, ki ga je Filip preživel kot soprog monarhinje, je najdaljše v britanski zgodovini. Po drugi strani pa je med vsemi soprogami monarhov najvišjo starost dočakala njegova tašča, kraljica mati Elizabeta, ki je umrla v 102. letu starosti.
Aprila 2008 je bil Filip sprejet v Bolnišnico kralja Edvarda VII. za oceno in zdravljenje okužbe v prsnem košu. Hitro si je opomogel in bil tri dni po sprejemu odpuščen, da bi dokončno okreval na gradu Windsor. Avgusta je časnik Evening Standard poročal, da ima Filip raka prostate. V Buckinghamski palači ponavadi takšnih govoric ne komentirajo, v tem primeru pa so naredili izjemo in poslali sporočilo za javnost, kjer so novico označili za neresnično in kot vdor v zasebnost. Časopis je novico umaknil in priznal, da je bila lažna.
Junija 2011 je v intervjuju ob praznovanju 90. rojstnega dne dejal, da se bo sedaj upočasnil in zmanjšal svoje dolžnosti, saj je svoje opravil. Njegova žena, kraljica, mu je ob tem jubileju podelila naziv Lord High Admiral. Med bivanjem v kraljevi rezidenci v Sandringhamu v Norfolku je 23. decembra 2011 začutil bolečine v prsih, zato so ga odpeljali v bolnišnico Papworth v Cambridgeshiru. Tam so mu uspešno napravili koronarno angioplastiko in vstavili stent. 27. decembra je bil odpuščen iz bolnišnice.
Med praznovanjem Elizabetinega vladarskega bisernega jubileja so Filipa 4. junija 2012 zaradi okužbe mehurja sprejeli v Bolnišnico kralja Edvarda VII. v Londonu. Dva meseca pozneje se je med bivanjem na gradu Balmoral okužba ponovila, zato so ga za pet dni sprejeli v bolnišnico Aberdeen Royal Infirmary. Junija 2013 je bil sprejet na londonsko kliniko za 11 dni. V tem času so opravili eksplorativno operacijo trebuha. 21. maja 2014 se je Filip v javnosti pojavil z obvezanim desnim zapestjem. Iz Buckinghamske palače so sporočili, da so mu prejšnji dan napravili manjši poseg.
Princ Filip se je 2. avgusta 2017 umaknil iz svojih kraljevskih dolžnosti. Zadnjo samostojno javno obveznost je predstavljalo srečanje s kraljevimi marinci. Od leta 1952 je opravil 22219 takšnih obveznosti. Preko Twitterja se mu je za »izjemno življenjsko služenje« zahvalila tudi predsednica britanske vlade Theresa May.
17. februarja 2021 je bil hospitaliziran zaradi slabega počutja, ta ni bila v povezavi z cepljenjem proti koronavirusu. Kasneje je bil prestavljen v drugo bolnišnico, kjer so ga zdravili zaradi obstoječih srčnih bolezni in pripadajočih srčnih posegov.

## Smrt in pogreb
Princ Filip je umrl v petek zjutraj, 9. aprila 2021 na gradu Windsor v družinskem krogu, dva meseca preden bi dopolnil 100 let. Sožalje so izrekli mnogi voditelji državin tudi pripadniki plemena, ki so ga častili kot boga. Princ Filip si ni želel državniškega, temveč manjši zasebni pogreb na gradu Windsor. Naslednji dan se je v Veliki Britaniji pričelo osem dnevno žalovanje. Pri tem so bile zastave spuščene na pol droga, v Westminstrski palači so zvonovi odbili 99-krat, po vsej državi so potekale vojaške salve. Princ Filip si je sam oblikoval pogrebno vozilo, ki je nastalo na Land Rover Defenderju. Pokopan je bil v soboto, 17. aprila, na gradu Windsor v najožjem družinskem krogu. Bogoslužje se je v kapeli svetega Jurija začelo ob 4. uri po lokalnem času, princu so se po vsej državi poklonili z minuto molka. Prenos pogreba je v Združenem Kraljestvu spremljalo okrog 13 milijonov ljudi, hkrati pa je BBC prejel mnoge pritožbe o »pretiranem poročanju o princu Filipu«. Približno mesec dni po njegovi smrti je Buckinghamska palača objavila vzrok njegove smrti, ki naj bi bila naravna smrt zaradi visoke starosti.

## Potomstvo
| Ime                       | Datum rojstva     | Poroka                                  | Poroka                | Otroci                     | Vnuki                                                |
| Ime                       | Datum rojstva     | Datum                                   | Zakonec               | Otroci                     | Vnuki                                                |
| ------------------------- | ----------------- | --------------------------------------- | --------------------- | -------------------------- | ---------------------------------------------------- |
| Charles, valižanski princ | 14. november 1948 | 29. julij 1981 ločena 28. avgust 1996   | Diana Spencer         | William, vojvoda Cambriški | George Cambriški Charlotte Cambriška Louis Cambriški |
| Charles, valižanski princ | 14. november 1948 | 29. julij 1981 ločena 28. avgust 1996   | Diana Spencer         | Henry, vojvoda Susseški    | Archie Mountbatten-Windsor                           |
| Charles, valižanski princ | 14. november 1948 | 9. april 2005                           | Camilla Parker Bowles |                            |                                                      |
| Anne, kraljevska princesa | 15. avgust 1950   | 14. november 1973 ločena 28. april 1992 | Mark Phillips         | Peter Phillips             | Savanah Phillips Isla Phillips                       |
| Anne, kraljevska princesa | 15. avgust 1950   | 14. november 1973 ločena 28. april 1992 | Mark Phillips         | Zara Tindall               | Mia Tindall                                          |
| Anne, kraljevska princesa | 15. avgust 1950   | 12. december 1992                       | Timothy Laurence      |                            |                                                      |
| Andrew, vojvoda Yorški    | 19. februar 1960  | 23. julij 1986 ločena 30. maj 1996      | Sarah Ferguson        | Beatrice Yorška            |                                                      |
| Andrew, vojvoda Yorški    | 19. februar 1960  | 23. julij 1986 ločena 30. maj 1996      | Sarah Ferguson        | Eugenie Yorška             |                                                      |
| Edward, grof Wesseški     | 10. marec 1964    | 19. junij 1999                          | Sophie Rhys-Jones     | Louise Windsor             |                                                      |
| Edward, grof Wesseški     | 10. marec 1964    | 19. junij 1999                          | Sophie Rhys-Jones     | James, vikont Severna      |                                                      |